# Antiblemma acrosema
Antiblemma acrosema là một loài bướm đêm trong họ Erebidae.